# Хованский, Андрей Петрович
Князь Андре́й Петро́вич Хова́нский (ум. 1579) — дворецкий и воевода удельного князя Владимира Андреевича Старицкого, перешедший затем на московскую службу к Ивану IV Васильевичу Грозному, ставший при нём наместником, воеводою и опричником.
Предок всех князей Хованских, живших после 1625 года.
Младший сын князя Петра Васильевича Хованского и его жены Ирины Фёдоровны урождённой Плещеевой. Имел брата князя Бориса Петровича.

## Биография
Первоначально служил удельному князю Владимиру Андреевичу. В 1543 году «годовал» вторым воеводою в Обояне. В 1560 году ходил с полком правой руки третьим воеводой в Ливонию «и был под городом под Вильяном… Ис-под Вильяна отпустили воеводы в войну», а по взятии города четвёртый воевода в походе против литовцев. В этом же году показан дворецким князя Владимира Андреевича. В 1563 году первый воевода Сторожевого полка во время прихода литовцев к Красному. В апреле 1564 года отправлен первым воеводой в Брянск, а при сходе воевод третий воевода, при сходе воевод у брянского леса первый воевода Сторожевого полка, потом первый воевода в Дорогобуже, откуда «по крымским вестем» водил сторожевой полк к Калуге. В июле 1565 года — первый воевода в Дорогобуже, а в октябре был отправлен на р. Оку, чтобы караулить 60-тысячное крымско-татарское войско, уходившее из рязанской земли через тульскую, чтобы не допустить разорения белёвских и козельских волостей. В 1566 году первый воевода Сторожевого полка в походе из Великих Лук к Красному против литовцев. В этом же году участвовал на Земском соборе.
В 1567 году наместник в Пронске. В 1570 году второй воевода в Полоцке. В сентябре 1571 года послан из опричнины вторым воеводою правой руки войск в Тарусу. Весной 1572 года командовал передовым полком в Коломне, участвовал в битве при Молодях. Осенью того же года — полком левой руки в карательном походе «на изменников на казанских людей на луговую черемису и на горную». Весной 1573 года — первый воевода полка левой руки на берегу Оки, где местничал с князем А. В. Репниным, осенью был переведен с полком «по казанским вестем» в Плёс «И казанские люди в Муроме государю царю… добили челом и договор учинили о всем по государеву наказу. И тое зимы поход бояр и воевод на казанские месте не был», зимой послан к Карачеву.
Осенью 1574 года — первый воевода Передового полка в Калуге. В 1575 году назначен первым воеводой в полк правой руки в Кашире. «И писал к государю князь Петр Булгаков, что князь Андрей Хованский списков не возьмет за князем Иваном за Курлетевым, что князь Иван в сторожевом полку, а он в левой руке. И писано от государю князю Ондрею Хованскому, чтоб списки взял и государевым делом промышлял, а в левой руке быти ему пригоже».
В 1576 году воевода правой руки на Мышеге, а в сентябре князь Андрей Петрович Хованский назначен командовать полком левой руки в походе «в немецкую землю на зиму с нарядом. И были воеводы под Колыванью». В январе 1577 года, вместе с пятью головами послан первым воеводою левой руки войск под Колывань, откуда с боями возвратился в марте в Псков. В этом же году второй воевода полка правой руки на берегу, в Тарусе, «по вестем». Осенью стоял во главе сторожевого полка в Коломне. В 1578 году — первый осадный воевода в Кукейносе/
Умер после 21 января 1578 года, во время подготовки похода под отвоёванную неприятелем крепость Кесь: «И князь Ондрей по той росписи с воеводы не был за болезнью, тогда его и не стало».

## Опричнина
Князь Андрей Петрович Хованский известен в опричнине с сентября 1570 года. Прежде он был близок Старицкому дому — троюродный брат княгини Ефросиньи Андреевны, жены князя Андрея Ивановича. В. Б. Кобрин полагал, что возможны два объяснения приёма его в опричнину столь близкого к старицким князьям: либо какие-то услуги, оказанные царю Ивану Грозному, которые были предательством к князьям старицким, либо стремление царя держать подозрительного человека под своим контролем, хотя эти две версии не противоречат друг другу. Р. Г. Скрынников не верит в измену старицких слуг и объясняет появлением его в опричнине «падением старого опричного руководства и приближением ко двору тех, кто более всего пострадал от опричнины».

## Семья
В 1579 году воевода князь Андрей Петрович Хованский скончался, оставив после себя четырёх сыновей:
- Хованский Иван Андреевич Большой — имел прозвание Бал, рында и воевода.
- Хованский Никита Андреевич — стольник и воевода.
- Хованский Иван Андреевич Меньшой — о нём известно, что его взяли в плен литовцы и пребывая в неволе умер в Можайске.
- Хованский Андрей Андреевич — воевода.